# Remenissions
Pistes de Waking the Fallen
Chapter Four Desecrate Through Reverance
Remenissions est une chanson du groupe Avenged Sevenfold de l'album Waking the Fallen.
Cette chanson, caractérisé par les influences hardcore et metal avec une alternance de sonorités douces et de riffs extrêmement agressif et très aigu, Cette chanson semble être sur la guerre, et la possibilité pour l'homme d'en tuer un autre.

## Membres sur la chanson
- M. Shadows or Matt Davies : chant
- Synyster Gates or Darran Smith : guitare solo
- Zacky Vengeance or Kris Coombs-Roberts : guitare rythmique
- Johnny Christ or Gareth Davies : basse
- The Rev or Ryan Richards : batterie